# Ilex martiniana
Ilex martiniana é um gênero de plantas com flores. Foi descrito pela primeira vez por David Don e Aylmer Bourke Lambert. Ilex martiniana pertence ao gênero Ilex, e à família Aquifoliaceae.
Este tipo de planta pode ser encontrado em:
- Venezuela
  - Delta Amacuro
  - Estado de Monagas
- Guiana
- Suriname
- Guiana Francesa
- Trinidad (ilha de Trinidad e Tobago)

Não há tipos listados como este.